# Tassilo Thierbach
Tassilo Thierbach (* 21. Mai 1956 in Karl-Marx-Stadt; † 19. April 2025 in Chemnitz) war ein deutscher Eiskunstläufer, der im Paarlauf für die DDR startete. Größte Erfolge waren zusammen mit seiner Partnerin Sabine Baeß 1982 der Gewinn sowohl der Europa- als auch der Weltmeisterschaft und der Europameistertitel 1983.

## Karriere
Seine Eiskunstlaufpartnerin, mit der er international antrat, war Sabine Baeß. Das Paar trainierte beim SC Karl-Marx-Stadt bei Irene Salzmann. Bevor Sabine Baeß seine Eiskunstlaufpartnerin wurde, lief Thierbach auch mit Romy Kermer, Antje Heck, Petra Ronge und Sylvia Walter. Mit Antje Heck war er bei den DDR-Meisterschaften 1973 Dritter geworden.
Sein Debüt bei DDR-Meisterschaften hatte das Paar Baeß/Thierbach 1976 und beendete es auf dem dritten Platz hinter Romy Kermer und Rolf Oesterreich sowie Manuela Groß und Uwe Kagelmann. Auch im Jahr darauf belegten Thierbach und Baeß den dritten Platz auf nationaler Ebene. In Helsinki bestritten sie ihre erste Europameisterschaft und beendeten sie auf dem fünften Platz, einen Platz hinter den amtierenden DDR-Meistern Manuela Mager und Uwe Bewersdorf. Auch 1978 rangierten sie bei der Europameisterschaft einen Platz hinter ihren Landsleuten. Als DDR-Vizemeister belegten sie den vierten Platz. Wenige Wochen später bestritten sie in Ottawa ihre erste Weltmeisterschaft und wurden Fünfte.

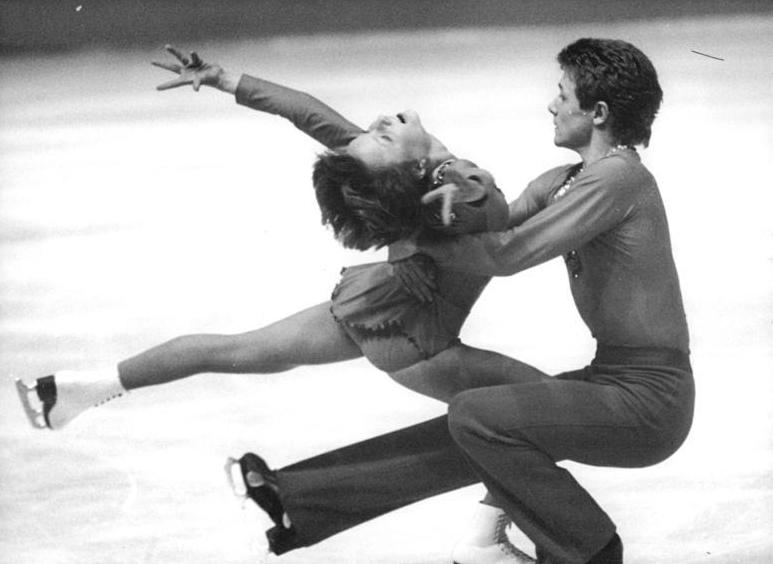
Thierbach und Baeß bei den DDR-Meisterschaften 1979 in Karl-Marx-Stadt

Das Jahr 1979 brachte die ersten Medaillen für Tassilo Thierbach und Sabine Baeß. Sowohl bei der Europameisterschaft in Zagreb, wie auch bei der Weltmeisterschaft in Wien gewannen sie Bronze. Erstmals waren sie als amtierende DDR-Meister angetreten. Ende 1979 gewannen sie die erste Ausgabe des Grand-Prix-Wettbewerbes Skate America. Im olympischen Jahr 1980 verteidigten Thierbach und Baeß ihren nationalen Meistertitel, verpassten als Vierte allerdings sowohl bei der Europameisterschaft wie auch der Weltmeisterschaft eine Medaille. Ihre ersten Olympischen Spiele beendeten sie in Lake Placid auf dem sechsten Platz.

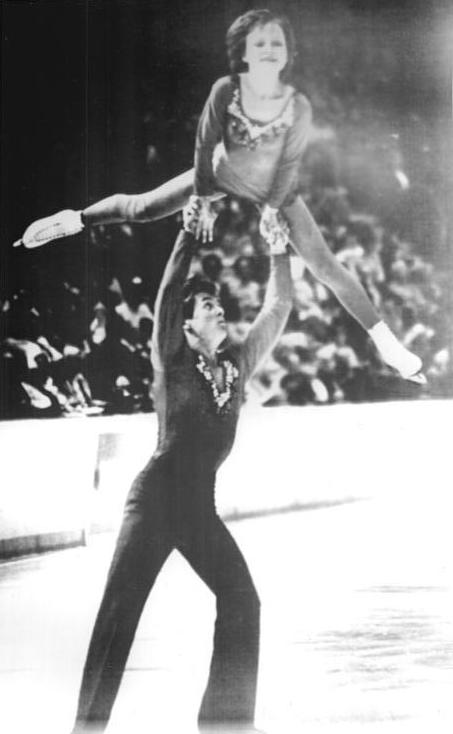
Tassilo Thierbach und Sabine Baeß 1979 bei Skate America in Lake Placid

Nach Saisonende 1980 musste sich Tassilo Thierbach einer Meniskusoperation unterziehen, sodass das Paar bei den DDR- und Europameisterschaften 1981 fehlte. Ihre Rückkehr verlief jedoch erfolgreich. In Hartford wurden sie Vize-Weltmeister hinter Irina Worobjowa und Igor Lissowski aus der Sowjetunion.
1982 wurde das erfolgreichste Jahr des Paares Baeß/Thierbach. Erst gewannen sie bei den DDR-Meisterschaften, dann wurden sie in Lyon Europameister und schließlich in Kopenhagen Weltmeister. Damit sind Tassilo Thierbach und Sabine Baeß das einzige Eiskunstlaufpaar aus der DDR, das einen Europameisterschaftstitel erringen konnte und das einzige DDR-Paar, das einen Weltmeisterschaftstitel erringen konnte.
1983 verteidigten sie ihren nationalen Titel und in Dortmund auch ihren Europameisterschaftstitel. Bei der Weltmeisterschaft in Helsinki mussten sie sich allerdings knapp Jelena Walowa und Oleg Wassiljew aus der Sowjetunion beugen und sich mit der Silbermedaille begnügen.
1984 wurden Thierbach und Baeß zum fünften und letzten Mal DDR-Meister. Bei der Europameisterschaft in Budapest gewannen sie die Silbermedaille hinter Walowa und Wassilijew. Wenig später bestritten sie in Sarajevo ihre zweiten Olympischen Spiele und beendeten sie auf dem vierten Platz. Somit blieb ihnen eine olympische Medaille verwehrt. Die Weltmeisterschaft in Ottawa war das letzte Turnier in der Karriere von Thierbach und Baeß. Sie beendeten ihre Karriere mit dem Gewinn der Bronzemedaille hinter den Kanadiern Barbara Underhill und Paul Martini sowie Walowa und Wassilijew. Es war die letzte WM-Medaille für ein Eiskunstlaufpaar aus der DDR.
Mit dem Rücktritt von Thierbach und Baeß ging 1984 eine Ära zu Ende. Mit einer Goldmedaille und je zwei Silber- und Bronzemedaillen sind sie das erfolgreichste DDR-Paar bei Weltmeisterschaften und mit zwei Goldmedaillen sowie jeweils einer Silber- und Bronzemedaille auch das erfolgreichste DDR-Paar bei Europameisterschaften.
Von 1977 bis zur Wende war Thierbach unter dem Decknamen Gehrhard als Inoffizieller Mitarbeiter für das Ministerium für Staatssicherheit tätig. Am Eiskunstlauf-Stützpunkt Karl-Marx-Stadt bespitzelte er unter anderem seine Vereinskameradinnen Anett Pötzsch und Katarina Witt.
Bis 2007 betrieb Thierbach in Sachsen ein Unternehmen der Automatenbranche. Ab dem Sommer 2008 wirkte er im Team von Ingo Steuer als Paarlauftrainer mit.
2025 verstarb Tassilo Thierbach einen Monat vor Vollendung seines 69. Lebensjahres im Bethanien-Krankenhaus Chemnitz an den Folgen einer Krebserkrankung.

## Ergebnisse

### Paarlauf
(mit Sabine Baeß)
| Wettbewerb / Jahr       | 1976 | 1977 | 1978 | 1979 | 1980 | 1981 | 1982 | 1983 | 1984 |
| ----------------------- | ---- | ---- | ---- | ---- | ---- | ---- | ---- | ---- | ---- |
| Olympische Winterspiele |      |      |      |      | 6.   |      |      |      | 4.   |
| Weltmeisterschaften     |      |      | 5.   | 3.   | 4.   | 2.   | 1.   | 2.   | 3.   |
| Europameisterschaften   |      | 5.   | 4.   | 3.   | 4.   |      | 1.   | 1.   | 2.   |
| DDR-Meisterschaften     | 3.   | 3.   | 2.   | 1.   | 1.   |      | 1.   | 1.   | 1.   |

### Sonstiges
- DDR-Meisterschaften 1973 – 3. Platz mit Antje Heck
- Skate America 1979/80 – 1. Platz mit Sabine Baeß